# Sabesp
A Companhia de Saneamento Básico do Estado de São Paulo (Sabesp) é uma empresa brasileira que detém a concessão dos serviços públicos de saneamento básico no estado de São Paulo.
Na edição 2004/2005 da Masons Water Yearbook a Sabesp foi considerada a sexta maior operadora de serviços de água e esgoto do mundo. A edição 2008/2009 destacou a atuação da empresa para que seus serviços sejam oferecidos a toda população de São Paulo até o ano de 2018 e também garantir a sustentabilidade econômica e financeira da empresa.
A atuação da Sabesp na crise hídrica de 2014 em São Paulo foi muito criticada. Um artigo baseado em dados fornecidos pela própria Sabesp demonstra a responsabilidade da gestão da empresa na crise, que empurrou o sistema Cantareira em mudança catastrófica.
Foi uma empresa estatal do governo de São Paulo até 23 de julho de 2024, quando 32% da empresa foi vendida.

## História da Sabesp

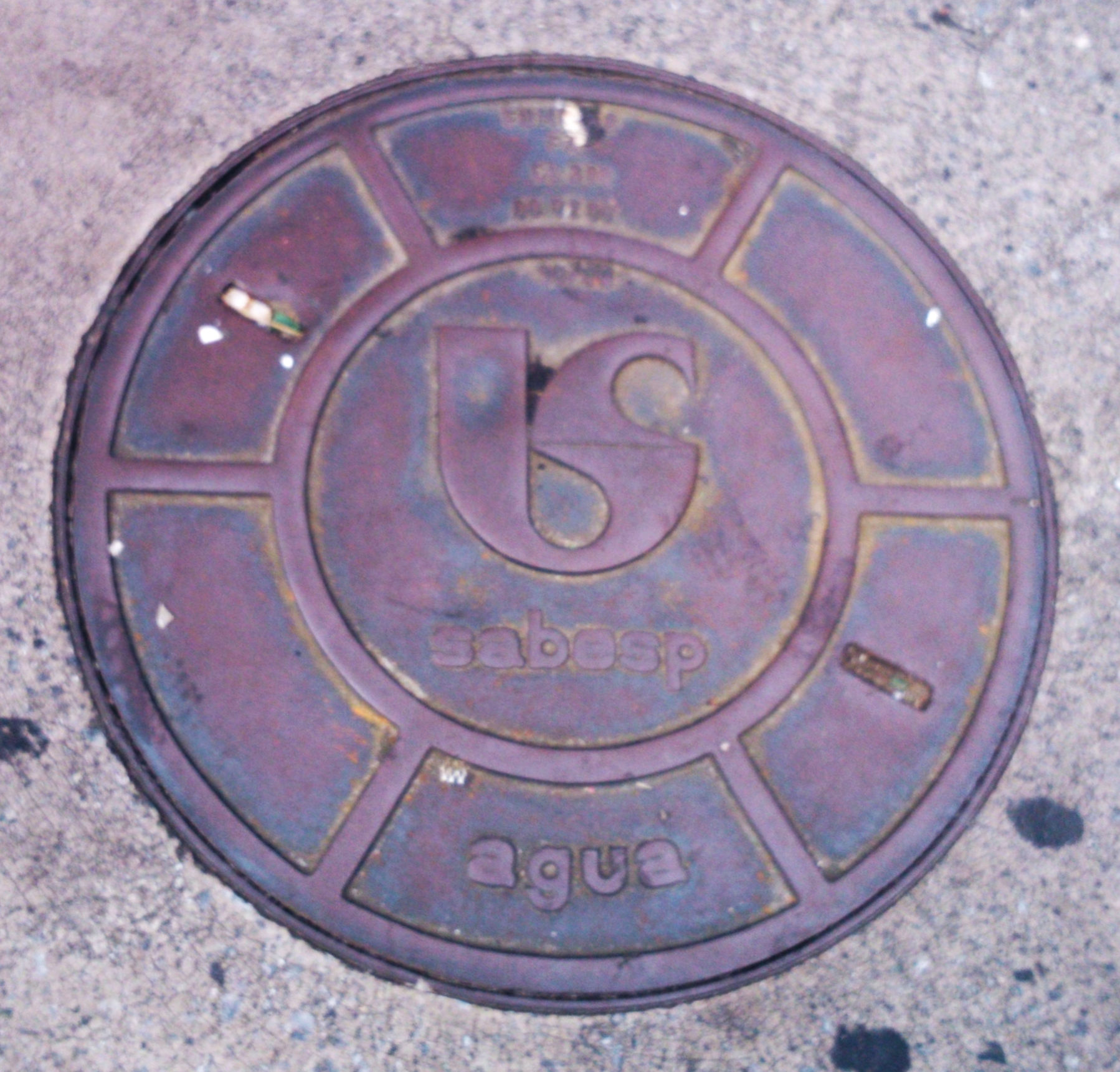
Poço de visita da Sabesp na Avenida Paulista

Criada em 1973 pelo então governador Laudo Natel por meio da Lei Estadual nº 119, de 29 de junho do mesmo ano, a Sabesp originou-se da fusão das seguintes empresas e autarquias:
- Comasp - Companhia Metropolitana de Águas de São Paulo;
- Sanesp - Saneamento de São Paulo;
- Saec - Superintendência de Águas e Esgotos da Capital;
- Fesb - Fomento Estadual de Saneamento Básico;
- SBS - Saneamento da Baixada Santista;
- Sanevale - Saneamento do Vale do Ribeira.

A Sabesp foi criada com o objetivo de implementar as diretrizes do Governo brasileiro estabelecidas no Plano Nacional de Saneamento (PLANASA).
A partir de sua fundação, a Sabesp passou a operar em municípios que não faziam parte das áreas de atuação das antigas empresas. Um Estatuto Social rege a constituição e o funcionamento da Sabesp.
Empresas pré Sabesp
- CCAE - Companhia Cantareira de Água e Esgotos (1877)[15]
- RAE - Repartição de Águas e Esgoto (1883)
- DAE - Departamento de Águas e Esgoto (1954) - São Paulo, Guarulhos, São Caetano, Santo André e São Bernardo do Campo.

O Sistema Cantareira, responsável pelo abastecimento de parcela significativa da Região Metropolitana de São Paulo, teve sua primeira etapa inaugurada em 30 de dezembro de 1973, começando a operar no ano seguinte. A segunda etapa foi iniciada em 1976 e inaugurada em 1981.
Em 1985, a empresa concluiu o Programa de Fluoretação na Grande São Paulo.
Em 1992, deu início ao Projeto Tietê, com o objetivo de ampliação da coleta e do tratamento de esgoto na Grande São Paulo, para a revitalização progressiva do rio Tietê na região.
Em 1994, a companhia tornou-se uma empresa de economia mista com capital aberto, com o Governo do Estado como seu único acionista. Em 1997, a Sabesp abriu seu capital na Bolsa de Valores de São Paulo e, em 2002, na Bolsa de Valores de Nova York (NYSE).

### Crise hídrica de 2014
A atuação da Sabesp diante da crise hídrica de 2014 em São Paulo é criticada sob o argumento de que sua gestão dos Sistemas Cantareira e Alto Tietê está levando os reservatórios de água da cidade de São Paulo à exaustão.
Em 20 de dezembro de 2014, a então presidente da Sabesp, Dilma Pena, anunciou que deixará o respectivo cargo em 2015, em meio à crise hídrica no Estado de São Paulo, por conta de desgastes em sua relação com o governador Geraldo Alckmin motivados pela situação precária da água que o Estado e a Cidade de São Paulo enfrentam.
Outro fator que estremeceu ainda mais a relação foi a divulgação de um áudio onde Dilma diz ter recebido “orientação superior” que impediu a Sabesp de alertar a população sobre a necessidade de economizar água, durante uma reunião com executivos da companhia. O governo negou que tenha vedado alertas sobre a crise hídrica. Em outro áudio, Dilma Pena chama de “teatrinho” a CPI da Sabesp na Câmara durante conversa com o vereador tucano Andrea Matarazzo.
Em março de 2018, foi concluída a interligação Jaguari-Atibainha, permitindo que as águas do rio Paraíba do Sul possam a abastecer o sistema Cantareira.
Em 2019, é lançado o Programa Novo Rio Pinheiros, com objetivo de revitalizar o rio.

### Privatização
Em 17 de outubro de 2023, o governo de São Paulo enviou à Assembleia Legislativa (Alesp) um projeto de lei para a privatização da Sabesp. O modelo a ser adotado via follow on, com uma nova oferta de ações na Bolsa de Valores, o que faria com que o governo estadual deixasse de ser o acionista majoritário da empresa pela redução de sua participação total.
A proposta recebeu críticas da oposição quanto a valor da tarifa de água de uma empresa privada e com o cumprimento das metas de universalização do saneamento, em especial quanto a fornecimento de água e esgoto tratado para comunidades do estado que ainda não tem esse serviço. O governo do estado alegou usaria parte dos recursos gerados pela venda das ações de propriedade do governo para promover uma redução tarifária e anteciparia a meta de universalização.
A proposta também depende análise da Câmara Municipal de São Paulo e do Tribunal de Contas do Município de São Paulo, tendo em vista que a lei municipal 14.934/2009 determina que mudanças no controle acionário da Sabesp implicam que a Prefeitura de São Paulo volte a assumir o serviço de água e esgoto na cidade. Cerca de 55% do faturamento da Sabesp vem da capital paulista. Em 02 de maio de 2024, a Câmara de São Paulo concluiu a votação autorizando que o município possa celebrar um novo contrato com a Sabesp para a prestação dos serviços de abastecimento de água e tratamento de esgoto no município, viabilizando uma nova concessão e a privatização da estatal.
Em 6 de dezembro, o projeto de privatização da Companhia de Saneamento Básico do Estado de São Paulo foi aprovado pela Alesp, apesar do protesto contrário à privatização feito por manifestantes ligados à sindicatos, ao MTST, União da Juventude Rebelião e Unidade Popular, que foram contidos e detidos pela Polícia Militar, deixando feridos entre manifestantes e policiais, e resultando na prisão de quatro pessoas: o estudante Hendryll Luiz, o professor Lucas Borges Carvente, o metroviário Ricardo Senese e a presidente estadual da Unidade Popular Vivian Mendes. O Governador Tarcísio de Freitas, espera vender a estatal até meados de 2024.
No modelo de privatização adotado, chamado de sequencial,  haverá a figura do acionista de referência, que deterá 15% da companhia e precisará atrair um interesse mínimo dos outros investidores para vencer a disputa. A seleção ocorrerá em duas etapas. Na primeira etapa, serão escolhidos os dois acionistas de referência que oferecerem o maior preço. Na segunda, serão formados dois bookbuildings, junto aos outros interessados em investir na empresa como minoritários. Será declarado vencedor o sócio de referência que formar o bookbuilding mais vantajoso.
O governo do estado de São Paulo deterá uma golden share, com direito a veto sobre determinados pontos estratégicos. como como a mudança de nome, da sede e do objeto social da empresa. Também haverá uma poison pill, de modo que, caso algum acionista ultrapasse 30% de participação, deve ser feita a realização de uma oferta pública de compra de 100% das ações.
Em 28 de junho de 2024, o governo de São Paulo anunciou que a Equatorial Energia foi a única finalista da oferta pública de ações da Sabesp, tendo  oferecido R$ 6,9 bilhões por 15% de participação, tornando-se o acionista de referência da companhia.
Entre 1º a 15 de julho, foi aberto o prazo para que os investidores, incluindo para pessoas físicas, fizessem a reserva de mais 17% das ações da Sabesp na Bolsa de Valores de São Paulo. A liquidação da operação ocorreu dia 22 de julho, levantando R$ 7,9 bilhões. A operação ainda depende da aprovação do Conselho Administrativo de Defesa Econômica (CADE).
Novas regras para a tarifa vulnerável e tarifa social também foram implementadas após a privatização da Sabesp; onde pessoas cadastradas no CadÚnico terão acesso automático a tais tarifas, bastando manter os dados atualizados nos últimos 24 meses.

No fim de 2024, a empresa anunciou a grandes consumidores, como indústrias e clientes corporativos, que os contratos com descontos na tarifa não valerão mais a partir de 2025, levando a aumentos de conta estimados a chegar a 200%. Justificando o aumento de tarifa Carlos Piani, CEO da Sabesp, afirmou:
A Sabesp tem 51 anos, ao longo desse período, por sua própria conta, ela dava desconto para alguns clientes. Fazia política pública, não era uma questão regulatória. A Sabesp não é mais controlada pelo Estado. Quem tem que fazer essa política pública é o Estado.

## Áreas de atuação
Atua em serviços de abastecimento de água e de coleta de esgotos em 375 dos 645 municípios paulistas, incluindo a capital. Vinte e oito milhões de pessoas dependem dos serviços oferecidos pela empresa. De acordo com os rankings elaborados pela Trata Brasil, a Sabesp é responsável pelo fornecimento de água e tratamento de esgoto em muitas das cidades com os melhores indicadores entre as cem maiores cidades do País.

### Sistemas produtores de água
Estrutura dos sistemas produtores de água da Região Metropolitana de São Paulo:
1 - Sistema Alto Cotia:
- Represa Pedro Beicht, Represa Cachoeira da Graça e ETA Morro Grande

2 - Sistema Alto Tietê:
- Represa Paraitinga (DAEE), Represa Ponte Nova (DAEE), Estação Elevatória Biritiba, Represa Biritiba (DAEE), Represa Jundiaí (DAEE), Represa Taiaçupeba (DAEE) e ETA Taiaçupeba

3 - Sistema Baixo Cotia:
- Represa Isolina e ETA Baixo Cotia

4 - Sistema Cantareira:
- Represa Jaguari, Represa Jacareí, Represa Cachoeira, Represa Atibainha, Represa Paiva Castro, Estação Elevatória Santa Inês, Represa Águas Claras e ETA Guaraú

5 - Sistema Guarapiranga:
- Represa Capivari, Represa Billings - Braço Taquacetuba (EMAE), Represa de Guarapiranga (EMAE) e ETA Alto da Boa Vista

6 - Sistema Ribeirão da Estiva:
- Represa Ribeirão da Estiva e ETA Ribeirão da Estiva

7 - Sistema Rio Claro:
- Represa Ribeirão do Campo e ETA Casa Grande

8 - Sistema Rio Grande:
- Represa Billings - Braço Rio Grande (EMAE) e ETA Rio Grande

9 - Sistema São Lourenço:
- Represa Cachoeira do França (CBA) e ETA Vargem Grande

### Tratamento de esgoto
Estações de tratamento de esgotos da Região Metropolitana de São Paulo:
- ETE ABC
- ETE Barueri
- ETE Jesus Netto
- ETE Parque Novo Mundo
- ETE São Miguel
- ETE Suzano

### Rede
Em 2022, a Sabesp tinhaː
- 28 milhões de clientes (62% da população paulista)[47]
- 375 municípios atendidos com água e 373 com esgotamento sanitário[47]
- 98% de cobertura com abastecimento de água[47]
- 237 ETAs (estações de tratamento de água)[47]
- 91,6 mil km de adutoras e redes de distribuição[47]
- 92% de cobertura em coleta de esgoto[47]
- 582 ETEs (estações de tratamento de esgoto)[47]
- 63,6 mil km de redes de coleta, emissários e interceptores[47]
- 8,6 milhões de ligações de esgoto[47]

## Administração
A Sabesp é uma empresa de economia mista e capital aberto com ações negociadas nas bolsas de valores de São Paulo e de Nova York. O governo do Estado de São Paulo detém 50,3% das ações da Sabesp. As demais são negociadas na B3 (37,6%) e na NYSE (12,1%).

### Os presidentes da Sabesp
- General Luiz Phelippe Galvão Carneiro da Cunha - 1973–1975
- Klaus Reinach - 1975–1977
- Reinaldo de Barros - 1977–1979
- Walter Coronado Antunes - 1979–1980
- Oscar de Souza Telles - 1980–1983
- Gastão César Bierrenbach - 1983–1988
- Raphael Di Cunto Júnior - 1988–1989
- Gastão César Bierrenbach - 1989–1990
- Lauro Péricles Gonçalves - 1990–1991
- Alfredo Almeida Júnior - 1991–1991
- Alvaro Gabriele - 1991–1993
- Luiz Appolonio Neto - 1993–1995
- Ariovaldo Carmignani - 1995–2002
- Mauro Arce - 2002–2003
- Dalmo do Valle Nogueira - 2003–2007
- Gesner Oliveira - 2007–2011
- Dilma Penna - 2011–2015
- Jerson Kelman - 2015–2018
- Karla Bertocco Trindade - 2018–2019
- Benedito Pinto Ferreira Braga Junior - 2019–2023
- André Gustavo Salcedo - 2023–presente[4][42]

### Modelo de gestão descentralizado

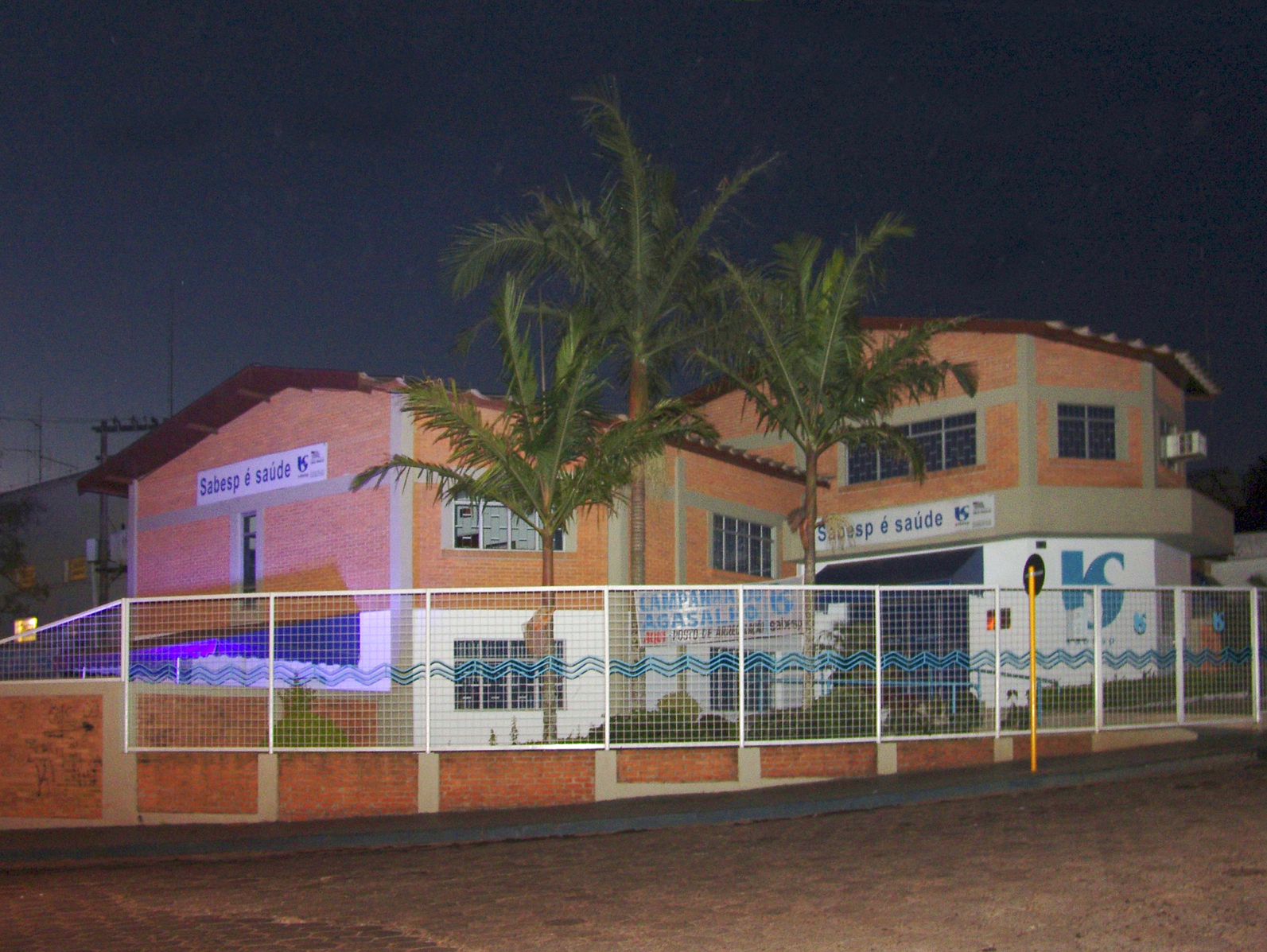
Sede regional da Sabesp em Avaré, no interior do estado.

Em 1995, a Sabesp adotou o modelo de administração descentralizado, baseado na regionalização por bacias hidrográficas. O critério atendeu à legislação estadual de recursos hídricos, para melhor atendimento às demandas ambientais, sociais e locais de clientes e prefeituras.
Esse modelo passou a ser aplicado através de 17 Unidades de Negócio, com autonomia de gestão, aplicação e alocação de recursos. As unidades seguem diretrizes centrais e estratégicas estabelecidas pela companhia. As decisões locais são comunicadas e discutidas em Assembleias dos municípios concedentes de permissões e em comissões de gestão regional, responsáveis por garantir transparência à gestão dos recursos hídricos e financeiros.

### Transparência
A Sabesp privatizou parte de seu capital em 1994, possuindo 100% de ações ordinárias. Em 2002, tornou-se a primeira empresa de economia mista a aderir ao Novo Mercado da B3. Simultaneamente, passou a ter suas ações listadas na Bolsa de Valores de Nova York (NYSE). Apesar de a maior parte das ações pertencer ao governo paulista, os papéis dos acionistas minoritários são negociados na Bolsa de Valores de São Paulo e na Bolsa de Valores de Nova Iorque.

### Resultados financeiros e operacionais
| Ano  | Financeiros                | Financeiros                              | Financeiros                  | Operacionais | Operacionais                          | Operacionais                        | Operacionais                     |
| Ano  | Lucro líquido (R$ milhões) | Receita operacional líquida (R$ milhões) | EBITDA ajustado (R$ milhões) | Empregados   | Volume produzido de água (milhões m³) | Índice de Perdas de Faturamento (%) | Índice de Perdas Micromedido (%) |
| ---- | -------------------------- | ---------------------------------------- | ---------------------------- | ------------ | ------------------------------------- | ----------------------------------- | -------------------------------- |
| 2014 | 903,0                      | 11.213,2                                 | 2.918,7                      | 14.753       | 2.840                                 | 21,3                                | 29,8                             |
| 2013 | 1.923,6                    | 11.315,6                                 | 4.006,6                      | 15.015       | 3.053                                 | 24,4                                | 31,2                             |
| 2012 | 1.911,0                    | 10.737,0                                 |                              |              |                                       |                                     |                                  |